# 枫林市乡
枫林市乡，是中华人民共和国湖南省株洲市醴陵市下辖的一个乡镇级行政单位。

## 行政区划
枫林市乡下辖以下地区：
唐家坳村、五石村、枫林市村、白眉冲村、马家冲村、黄村、蒋家桥村、肖家冲村和太阳桥村。